# Beberbeķi
Beberbeķi es un barrio de la ciudad de Riga, Letonia.

## Superficie
Posee una superficie de 1,204 kilómetros cuadrados (120,4 hectáreas).

## Población
Hasta 2021 presentaba una población de 495 habitantes, con una densidad de población de 411,129 habitantes por kilómetro cuadrado.

## Transporte

### Rutas
- Autobús: 32, 43.[1]